# Campionat del Món d'atletisme de 1983 - 400 metres masculins
Els 400 metres masculins al Campionat del Món d'atletisme de 1983 van tenir lloc a l'estadi Olímpic de Hèlsinki del 7 al 10 d'agost.
El jamaicà Bert Cameron va guanyar la medalla d'or, l'única medalla que va aconseguir a uns Campionats del Món.

## Medallistes
| Gold   | Bert Cameron Jamaica (JAM)        |
| Silver | Michael Franks Estats Units (USA) |
| Bronze | Sunder Nix Estats Units (USA)     |

## Rècords
| Rècords abans del Campionat del Món d'atletisme de 1983     | Rècords abans del Campionat del Món d'atletisme de 1983 | Rècords abans del Campionat del Món d'atletisme de 1983 | Rècords abans del Campionat del Món d'atletisme de 1983 | Rècords abans del Campionat del Món d'atletisme de 1983 |
| ----------------------------------------------------------- | ------------------------------------------------------- | ------------------------------------------------------- | ------------------------------------------------------- | ------------------------------------------------------- |
| Rècord del Món                                              | Lee Evans (USA)                                         | 43.86                                                   | 18 d'octubre de 1968                                    | Ciutat de Mèxic, Mèxic                                  |
| Rècord del Campionat                                        | Nova prova                                              | Nova prova                                              | Nova prova                                              | Nova prova                                              |
| Rècords establerts al Campionat del Món d'atletisme de 1983 |                                                         |                                                         |                                                         |                                                         |
| Rècord del Campionat                                        | Bert Cameron (JAM)                                      | 45.05                                                   | 10 d'agost de 1983                                      | Hèlsinki, Finlàndia                                     |

## Resultats

### Final
La final va ser el 10 d'agost.
| Pos.              | Atleta                 | Temps |
| ----------------- | ---------------------- | ----- |
| Medalla d'or      | Bert Cameron (JAM)     | 45.05 |
| Medalla de plata  | Michael Franks (USA)   | 45.22 |
| Medalla de bronze | Sunder Nix (USA)       | 45.24 |
| 4.                | Erwin Skamrahl (FRG)   | 45.37 |
| 5.                | Hartmut Weber (FRG)    | 45.49 |
| 6.                | Thomas Schönlebe (GDR) | 45.50 |
| 7.                | Michael Paul (TRI)     | 45.80 |
| 8.                | Gerson A. Souza (BRA)  | 45.91 |

### Semifinals
Les semifinals van tenir lloc el nou d'agost. Els quatre primers atletes de cada semifinal avançaven a la final.
| Pos. | Atleta                 | Temps |
| ---- | ---------------------- | ----- |
| 1.   | Michael Franks (USA)   | 45.44 |
| 2.   | Hartmut Weber (FRG)    | 45.61 |
| 3.   | Thomas Schönlebe (GDR) | 45.67 |
| 4.   | Michael Paul (TRI)     | 45.83 |
| 5.   | Ján Tomko (TCH)        | 46.03 |
| 6.   | Todd Bennett (GBR)     | 46.11 |
| 7.   | Darren Clark (AUS)     | 46.36 |
| 8.   | Martin Weppler (FRG)   | 46.55 |

| Pos. | Atleta                | Temps |
| ---- | --------------------- | ----- |
| 1.   | Bert Cameron (JAM)    | 45.48 |
| 2.   | Erwin Skamrahl (FRG)  | 45.61 |
| 3.   | Gerson A. Souza (BRA) | 45.63 |
| 4.   | Sunder Nix (USA)      | 45.73 |
| 5.   | Viktor Markin (URS)   | 45.73 |
| 6.   | Douglas Hinds (CAN)   | 46.52 |
| 7.   | Moses Kyeswa (UGA)    | 46.79 |
| 8.   | Philip Brown (GBR)    | 46.81 |

### Quarts de final
Els quarts de final van tenir lloc el 8 d'agost. Els quatre primers atletes de cadascuna de les quatre sèries avançaven a semifinals.
| Pos. | Atleta                      | Temps |
| ---- | --------------------------- | ----- |
| 1.   | Michael Franks (USA)        | 45.57 |
| 2.   | Philip Brown (GBR)          | 45.80 |
| 3.   | Thomas Schönlebe (GDR)      | 45.86 |
| 4.   | Martin Weppler (FRG)        | 46.12 |
| 5.   | Gary Minihan (AUS)          | 46.32 |
| 6.   | Mike Okot (UGA)             | 46.38 |
| 7.   | Christopher Madzokere (ZIM) | 46.74 |
|      | Dušan Malovec (TCH)         | DNF   |

| Pos. | Atleta                 | Temps |
| ---- | ---------------------- | ----- |
| 1.   | Bert Cameron (JAM)     | 45.76 |
| 2.   | Darren Clark (AUS)     | 45.84 |
| 3.   | Erwin Skamrahl (FRG)   | 45.90 |
| 4.   | Gerson A. Souza (BRA)  | 45.94 |
| 5.   | Gabriel Tiacoh (CIV)   | 46.22 |
| 6.   | Eliot Tabron (USA)     | 46.54 |
| 7.   | Isidro del Prado (PHI) | 46.71 |
| 8.   | Matti Rusanen (FIN)    | 47.69 |

| Pos. | Atleta                 | Temps |
| ---- | ---------------------- | ----- |
| 1.   | Hartmut Weber (FRG)    | 46.01 |
| 2.   | Moses Kyeswa (UGA)     | 46.31 |
| 3.   | Michael Paul (TRI)     | 46.44 |
| 4.   | Douglas Hinds (CAN)    | 46.62 |
| 5.   | Susumu Takano (JPN)    | 47.06 |
| 6.   | James Atuti (KEN)      | 47.59 |
| 7.   | Oddur Sigurdsson (ISL) | 48.09 |
|      | Marcel Arnold (SUI)    | DNS   |

| Pos. | Atleta                  | Temps |
| ---- | ----------------------- | ----- |
| 1.   | Viktor Markin (URS)     | 46.16 |
| 2.   | Sunder Nix (USA)        | 46.19 |
| 3.   | Ján Tomko (TCH)         | 46.24 |
| 4.   | Todd Bennett (GBR)      | 46.39 |
| 5.   | Hector Daley (PAN)      | 46.42 |
| 6.   | Eric Josjö (SWE)        | 46.97 |
| 7.   | Sándor Vasvári (HUN)    | 47.34 |
|      | Hassan El Kachief (SUD) | DNF   |

### Sèries classificatòries
Va haver set sèries classificatòries, que van tenir lloc el 7 d'agost. Els quatre primers atletes de cada sèrie i els quatre millors temps avançaven als quarts de final.
| Pos. | Atleta                 | Temps |
| ---- | ---------------------- | ----- |
| 1.   | Sunder Nix (USA)       | 46.19 |
| 2.   | Gerson A. Souza (BRA)  | 46.43 |
| 3.   | Philip Brown (GBR)     | 46.60 |
| 4.   | Isidro del Prado (PHI) | 46.92 |
| 5.   | Aldo Canti (FRA)       | 47.50 |
| 6.   | Gordan Hinds (BAR)     | 47.55 |
| 7.   | Kenrick Camerud (SKN)  | 49.68 |
|      | Paiwa Bogela (PNG)     | DNS   |

| Pos. | Atleta                     | Temps |
| ---- | -------------------------- | ----- |
| 1.   | Bert Cameron (JAM)         | 46.11 |
| 2.   | Ján Tomko (TCH)            | 46.17 |
| 3.   | Thomas Schönlebe (GDR)     | 46.23 |
| 4.   | Sándor Vasvári (HUN)       | 46.69 |
| 5.   | Abu Alhassan (GHA)         | 48.14 |
| 6.   | Salem Khalil Ibrahim (UAE) | 48.16 |
| 7.   | Ali Al Harazi (YEM)        | 59.67 |
|      | Ángel Heras (ESP)          | DQ    |

| Pos. | Atleta                 | Temps |
| ---- | ---------------------- | ----- |
| 1.   | Erwin Skamrahl (FRG)   | 46.31 |
| 2.   | Todd Bennett (GBR)     | 46.58 |
| 3.   | Douglas Hinds (CAN)    | 46.64 |
| 4.   | Gary Minihan (AUS)     | 46.90 |
| 5.   | James Atuti (KEN)      | 46.95 |
| 6.   | Dean Greenaway (IVB)   | 48.26 |
|      | Emmanuel Bitanga (CMR) | DNS   |

| Pos. | Atleta                  | Temps |
| ---- | ----------------------- | ----- |
| 1.   | Michael Paul (TRI)      | 46.33 |
| 2.   | Moses Kyeswa (UGA)      | 46.35 |
| 3.   | Susumu Takano (JPN)     | 46.66 |
| 4.   | Eliot Tabron (USA)      | 46.68 |
| 5.   | Marcel Arnold (SUI)     | 47.44 |
| 6.   | David Sawyerr (SLE)     | 49.29 |
| 7.   | Lenford O'Garro (VIN)   | 50.25 |
|      | Nafi Ahmed Mersal (EGY) | DNF   |

| Pos. | Atleta                      | Temps |
| ---- | --------------------------- | ----- |
| 1.   | Martin Weppler (FRG)        | 46.32 |
| 2.   | Hassan El Kachief (SUD)     | 46.61 |
| 3.   | Viktor Markin (URS)         | 46.74 |
| 4.   | Gabriel Tiacoh (CIV)        | 47.11 |
| 5.   | Hector Daley (PAN)          | 47.19 |
| 6.   | Eric Josjö (SWE)            | 47.25 |
| 7.   | Jean-Marie Rudasinqwa (RWA) | 50.52 |
|      | Allan Ingraham (BAH)        | DNS   |

| Pos. | Atleta                      | Temps |
| ---- | --------------------------- | ----- |
| 1.   | Michael Franks (USA)        | 46.16 |
| 2.   | Oddur Sigurdsson (ISL)      | 47.09 |
| 3.   | Christopher Madzokere (ZIM) | 47.17 |
| 4.   | Dušan Malovec (TCH)         | 47.35 |
| 5.   | Moussa Fall (SEN)           | 47.72 |
| 6.   | Joseph Ramotshabi (BOT)     | 48.35 |
| 7.   | Agripa Mwausegha (MAW)      | 49.02 |
|      | Sunday Uti (NGR)            | DQ    |

| Pos. | Atleta               | Temps |
| ---- | -------------------- | ----- |
| 1.   | Hartmut Weber (FRG)  | 45.74 |
| 2.   | Darren Clark (AUS)   | 46.26 |
| 3.   | Mike Okot (UGA)      | 46.69 |
| 4.   | Matti Rusanen (FIN)  | 47.37 |
| 5.   | Adram M'Kumi (TAN)   | 49.22 |
| 6.   | Clive Williams (BIZ) | 51.82 |
|      | Mike Solomon (TRI)   | DNS   |
|      | Roberto Ribaud (ITA) | DQ    |